# Elephantomyia primitiva
Elephantomyia primitiva är en tvåvingeart som beskrevs av Alexander 1943. Elephantomyia primitiva ingår i släktet Elephantomyia och familjen småharkrankar.
Artens utbredningsområde är Ecuador. Inga underarter finns listade i Catalogue of Life.